# جيري باتلر (مغني)
جيري باتلر (بالإنجليزية: Jerry Butler)‏ هو مغني أمريكي، ولد في 8 ديسمبر 1939 في صنفلور في الولايات المتحدة.

## وصلات خارجية
- جيري باتلر على موقع IMDb (الإنجليزية)
- جيري باتلر على موقع الموسوعة البريطانية (الإنجليزية)
- جيري باتلر على موقع ميوزك برينز (الإنجليزية)
- جيري باتلر على موقع إن إن دي بي (الإنجليزية)
- جيري باتلر على موقع أول ميوزيك (الإنجليزية)
- جيري باتلر على موقع ديسكوغز (الإنجليزية)
- جيري باتلر على موقع قاعدة بيانات الفيلم (الإنجليزية)